# Mobile Suit Gundam: Classic Operation
Mobile Suit Gundam: Classic Operation est un jeu vidéo de stratégie développé et édité par Family Soft en septembre 1991 sur PC-9801 et X68000. C'est une adaptation en jeu vidéo de la série basée sur l'anime Mobile Suit Gundam,.